# Eliane Karp
Eliane Chantal Karp (Parigi, 24 settembre 1953) è un'antropologa francese.

## Biografia
Suo padre, Charles Karp, nacque in Polonia e sua madre, Eva Fernenbug, nacque in Belgio. Suo padre, ebreo, scappò della Gestapo e fu membro della Resistenza francese durante la Seconda guerra mondiale.
Ha completato la maturità al Lycée Français a Bruxelles, e ha ottenuto il suo baccellierato in antropologia presso la Hebrew University of Jerusalem, specializzata in studi latino-americani. Ha conseguito anche un master in Antropologia alla Stanford University. Partecipò a dei corsi sulle comunità indigene presso l'Università del Messico, e ha svolto un lavoro di laurea in Antropologia e lo sviluppo economico presso l'Università Cattolica del Perù.
Nel 1980, iniziò a lavorare per organizzazioni come OSA, l'UNICEF e l'UNDP. Due anni più tardi, ha iniziato a lavorare presso l'Agenzia per lo sviluppo internazionale USAID con sede a Lima, dove è stato consulente fino al 1987.
Ha vissuto a Tel Aviv (settembre 1995-marzo 1997), dove è stato Direttrice della Divisione Internazionale di Bank Leumi.

## Matrimonio
A Stanford, ha incontrato Alejandro Toledo, che sposò nel 1972. Nel 1992 la coppia divorziò e lei tornò in Israele con la loro figlia. La coppia si risposò e ritornò in Perù prima della campagna del marito del 1995.

## First lady
Nel 2001 divenne la first lady della Repubblica del Perù, quando suo marito è stato eletto presidente, una posizione che ha ricoperto fino al 2006. Durante il governo di suo marito, promise di riorganizzare l'élite di Lima. Ebbe continui scontri con la stampa e fece forti dichiarazioni contro la stampa, i partiti politici e gli altri settori della società. Divenne la presidentessa onoraria del Fondo per lo sviluppo delle comunità indigene dell'America Latina e dei Caraibi.
Poco dopo l'ascesa di Toledo, la sua amministrazione ha creato la Commissione Nazionale sulla comunità andina, amazzonica e afro peruviana (CONAPA), di cui Karp fu presidente, carica che mantenne fino al 2003. L'agenzia aveva lo scopo di stabilire un programma di sviluppo per le comunità indigene, fornire rappresentanza degli interessi degli indigeni all'interno del governo, e aprire la strada a riforme costituzionali che avvantaggiano le popolazioni indigene.
Nel 2001, creò la Fundación Pacha, una organizzazione non-profit che supervisionava i progetti di sviluppo per gli indigeni peruviani.
Durante il suo mandato, ha promosso e condotto mostre sui pezzi Inca in vari musei del mondo come il Petit Palais di Parigi, il Museo nazionale della Cina a Pechino, il MARQ di Alicante, il Metropolitan Museum of Art di New York e la sede della National Geographic a Washington.
Insieme a Marta Sahagun e di Laura Bush, promosse una mostra divina e umana, che ha cercato di mettere in evidenza il ruolo delle donne nei piani sociali, politici e religiosi delle civiltà pre-ispaniche.
Attualmente è docente presso l'Istituto di Latino Americano della Università di Salamanca, il Centro di Studi Avanzati in Scienze del comportamento presso la Stanford University e la George Washington University.

## Opere

### Libri
- Karp de Toledo, Eliane. Los pueblos indígenas en la agenda democrática: Estudios de caso de Bolivia, Ecuador, México y Perú.
- Karp de Toledo, Eliane: Allin Kausaynapaq, Interculturalidad y participación: Para vivir mejor con nosotros mismos.
- Karp de Toledo, Eliane: La Diversidad Cultural y los ciudadanos del Sol y La Luna – Propuestas para la inclusión social y el desarrollo con identidad de los pueblos originarios del Perú.
- Karp de Toledo, Eliane; Lema Tucker, Linda (eds.): El Tema Indígena en Debate. Aportes para la Reforma Constitucional. Presented in the Congress of the Republic of Peru.
- Karp de Toledo, Eliane: Hacia una nueva Nación, Kay Pachamanta. Office of the First Lady of the Nation. Lima, July 2002. Second Edition, October 2002.